# Нова Галісія
Нова Галісія (гал. Nova Galicia (Reino de Nova Galicia), офіційно « Нове Королівство Галісії » або « Королівство Нова Галісія» ) — це одне з двох автономних королівств Віцекоролівства Нова Іспанія. Землі Нового Королівства були досліджені і завойовані Нуньйо Бельтраном де Гусманом, який спочатку назвав землі «Conquista del Espíritu Santo de la Mayor España». Але кастильска Королева не затвердила цю назву, і декретом від 25 січня 1531 року ця територія дістала назву «Королівство Нова Галісія». До 1534 року Гусман був губернатором Королівства.

## Адміністративний поділ
Перший адміністративний поділ Королівства Нова Галісія:
1. Провінція Нова Галісія (Наярит і Халіско),
2. Провінція Сакатекас (Агуаскальєнтес і Сакатекас) і
3. Провінція Коліма (Коліма).

Другий адміністративний поділ Королівства Нова Галісія:
1. Інтендант Гвадалахара; Наярит, Халіско та Коліма
2. Інтендант Сакатекас; Агуаскальєнтес і Сакатекас

## Столиці
У 1531 році Гусман назвав захоплені землі «Conquista del Espíritu Santo de la Mayor España» зі столицею в Тепіку. В 1540 році столицею Королівства стала Компостела, 10 травня 1560 року — Гвадалахара.